# 増山由美子
増山 由美子（ますやま ゆみこ、1959年2月12日 - ）は、新潟放送(BSN)の社員で、元アナウンサー。2013年4月現在は、同局の編成局次長兼考査広報部長である。

## 来歴・人物
新潟県新津市（現新潟市秋葉区）出身。新潟県立新津高等学校を経て日本大学芸術学部映画学科卒業。大学生時代には8ミリ映画製作にかかわり、自ら主演したり撮影監督を務めるなどした経験から、マスメディアを志望するようになった。
1981年、BSN新潟放送にアナウンサーとして入社。テレビ「朝のホットライン」（TBS系全国ネット）では1982年から新潟地区のリポーターを務めた。また、ラジオ「ハロー!!ジャンボサタデー」では同期入社の鍵冨徹とコンビを組んでパーソナリティを務めた。以降、主にラジオを中心に担当し、その後ラジオ局編成制作部長代理、報道制作局情報センターアナウンス担当部長を歴任。1999年からラジオ・土曜朝の生ワイド番組「ブランチバスケット」のパーソナリティを務めた。
2009年春を以ってラジオパーソナリティとしては第一線を退いた。2013年3月の人事異動により、編成局次長兼考査広報部長に就任。

## 今迄の出演番組
ラジオ
- 朝日山おもしろ百科
- 新潟日報ニュース
- ハロー!!ジャンボサタデー[1]
- BSNライブリポート
- ブランチバスケット

テレビ
- 朝のホットライン（BSN新潟リポーター担当）
- BSNニュースワイド
- 日曜テレビ夕刊
- さわやか味のスケッチ
- アイラブクッキング